# Битва за Тиниан

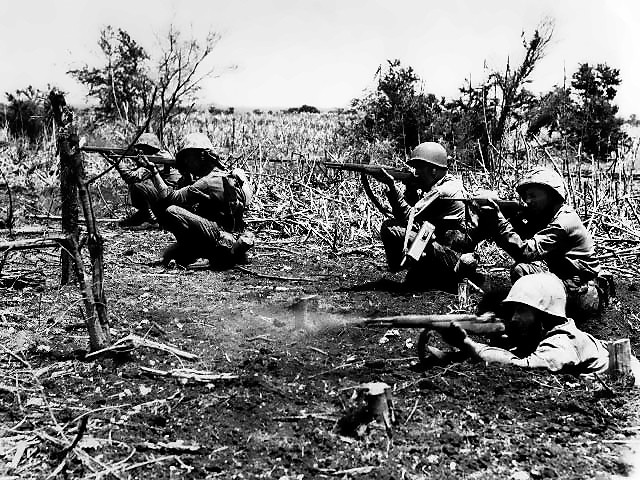
Морские пехотинцы США на острове Тиниан

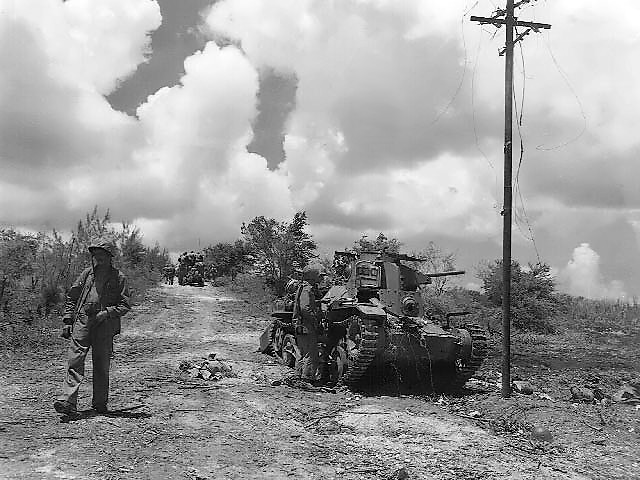
Морпехи изучают подбитый японский танк.

Битва за Тиниан (англ. Battle of Tinian, яп. サイパンの戦い) — боевые действия войск США и Японии на тихоокеанскои театре военных действий во время Второй мировой войны, проходившее на острове Тиниан, одном из Марианских островов, с 24 июля по 1 августа 1944 года. Восьмитысячный японский гарнизон был уничтожен, остров, вслед за Сайпаном и Гуамом, стал базой 20-й воздушной армии США.

## Военно-оперативная ситуация

Map of the battle

Решение о начале двухэтапной наступательной операции в центральной части Тихого океана и на Филиппинах было принято на Каирской конференции в 1943 году. Операция «Гранит II» соответствовала разработанной ВМС США Стратегия «лягушачьих прыжков», в соответствии с которой требовалось захватить острова Сайпан, Тиниан и Гуам. Контроль над островами Гилберта и Маршалловыми Островами был получен к лету 1944 года, при этом на некоторых островах ещё оставались окруженные японские гарнизоны. 9 июля, по окончании битвы за Сайпан, ВС США начали подготовку к наступлению на соседний Тиниан.
Тиниан входил в японский Южный Тихоокеанский мандат. К июню 1944 года на острове находились 15 700 гражданских лиц из Японии, включая 2700 этнических корейцев, и 22 чаморро.
Остров оборонял 50-й пехотный полк, ранее входивший в состав 29-й дивизии, под командованием полковника Киёти Огата. 12 мая 1943 года на Тиниан прибыли 2 349 морских пехотинцев из 3-го отряда специального назначения и 950 морских пехотинцев из гвардии ВМС, переведенных с Трука. Морскими пехотинцами командовал Гоити Ойе. Морская пехота обороняла аэродромы, так как они использовались ВВС флота. Также в распоряжение морпехов перешла вся тяжелая артиллерия в окрестностях аэродромов и зенитные орудия. Всего, вместе с техническим персоналом, в обороне аэродромов было задействовано 4110 японских военнослужащих. Штаб вице-адмирала Какудзи Какута, командовавший 1-м авианосным соединением находился в Маниле, но к началу вторжения Какута проводил на Тиниане инспекцию. Он не перехватил командование ни сухопутными, ни морскими силами, находившимися на острове.
16 июля американский флот начала артподготовку силами трех линкоров, пяти крейсеров и шестнадцати эсминцев. Линкор «Колорадо» и эсминец «Норман Скотт» пострадали от огня японских 150-мм батарей береговой артиллерии. «Колорадо» получил 22 попадания, в результате которых погибло 43 человека и 198 получили ранения. «Норман Скотт» получил 6 попаданий, были убиты 18 человек, в том числе командир корабля Сеймур Оуэнс, и 47 человек ранено.

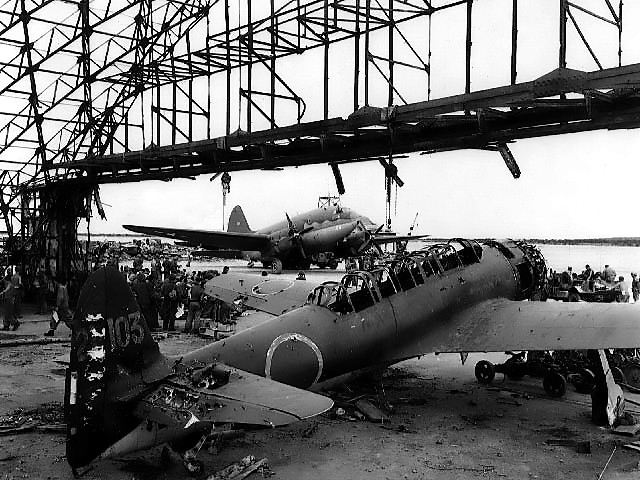
Выведенный из строя японский самолет в ангаре. Тиниан, 30 июля 1944 г.

## Ход боёв
24 июля 1944 года 4-я дивизия морской пехоты начала высадку при поддержке корабельной артиллерии и артиллерии, расположенной на острове Сайпан.

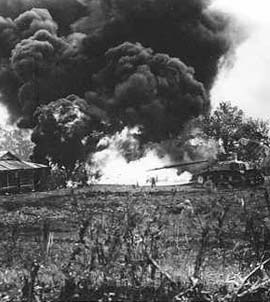
Огнеметный танк «Сатана».

Изобретательность, проявленная строительными батальонами, позволила высадить десант на северо-западном побережье, где было два небольших пляжа и низкий уровень коралловых рифов. На остальном побережье встречались коралловые утесы. Некоторые из них возвышались над водой на 4 с лишним метра, что сильно затрудняло высадку. Пол Хэллоран, командовавший строительными батальонами на Тихом океане, предоставил чертежи специальных рамп которые предстояло построить 18 и 121 строительным батальонам. Рампы планировалось изготовить из стальных конструкций, оставшихся после разбора сахарного завода на Сайпане, и закрепить на амфибийных транспортерах LVT-2. Высадка в этом районе позволила бы обойти укрепленные линии обороны противника. Генерал Гарри Шмидт был настроен скептически и потребовал дополнительного тестирования нового десантного приспособления.
Удар, нанесенный по городу Тиниан, отвлек внимание оборонявшихся японцев от зоны высадки на севере острова. На следующий день, 25 июля, на остров высадилась 2-я дивизия морской пехоты.
С Сайпана доставили ещё одно полезное изобретение строительных батальонов — 24 огнеметных танка «Сатана», созданных на базе М3. Рельеф местности на Тиниане делал их применение гораздо более эффективным, чем на Сайпане.
28 июля ухудшились погодные условия, что вызвало задержку доставки грузов из-за повреждения понтонов. К 29 июля американцы установили контроль над половиной острова, а к 30 июля захватили город Тиниан и один из аэродромов.
Остатки японского гарнизона продолжали сопротивление, укрывшись в пещерах и ущельях известнякового хребта в южной части острова, откуда периодически проводили вылазки и контратаки.

## Последствия
К 10 августа 1943 было интернировано 13 000 японских гражданских. До 4000 гражданских погибло в результате самоубийств, убито японскими войсками или погибло в боях. Гарнизон небольшого острова Агихан, расположенного к юго-западу от Тиниана, под командованием лейтенанта Киничи Ямада продолжил сопротивление до конца войны и капитулировал 4 сентября 1945 года. Последний из «оставшихся» японцев на Тиниане, Мурата Сусуму, был взят в плен в 1953 году.
После битвы Тиниан превратился в важный опорный пункт для дальнейших военных операций Тихоокеанской кампании. На острове были построены казармы для 50 000 военнослужащих. 15 тысяч военнослужащих строительных батальонов превратили Тиниан в крупную авиабазу: 4 полосы по 2400 метров предназначались для тяжелых бомбардировщиков Boeing B-29 Superfortress, осуществлявших рейды на Филиппины, острова Рюкю и Японию. С Тиниана была осуществлены в том числе бомбардировка Токио 10 марта 1945 года и атомные бомбардировки Хиросимы и Нагасаки. В феврале и марте 1945 года завершилось строительство двух крупных авиабаз — North Field и West Field.
В рамках подготовки к вторжению на Японские острова была запланирована постройка четырёх госпиталей на 1000 коек каждый. Необходимость в строительстве отпала после капитуляции Японии.